# Ибн Бадж (лунный кратер)
Кратер Ибн Бадж (лат. Ibn Bajja) — небольшой ударный кратер в южной полярной области обратной стороны Луны, расположенный приблизительно в  100 км от южного полюса. Название присвоено в честь западноарабского астронома и философа Мухаммеда Ибн Баджа (1095—1138); утверждено Международным астрономическим союзом 22.01.2009 г. 

## Описание кратера

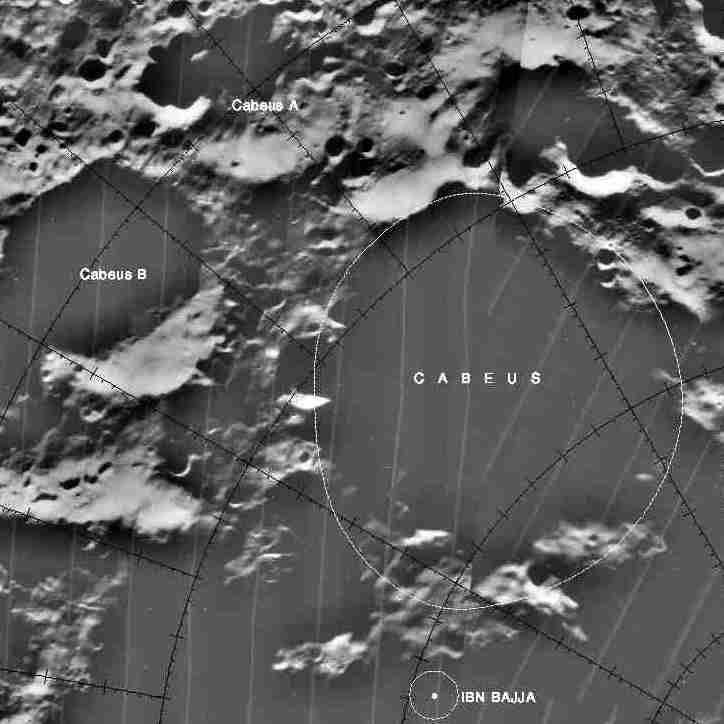
Фрагмент карты LAC-144.

Ближайшими соседями кратера являются кратер Кохер на западе-северо-западе; кратер Ашбрук на северо-западе; кратер Дригальский на севере; кратер Кабео на востоке; кратер Хауорт на юго-востоке и кратер Де Герлах на юге. 

Селенографические координаты центра кратера 86°18′ ю. ш. 75°02′ з. д. / 86,3° ю. ш. 75,04° з. д., диаметр 12 км, глубина 2 км.

Кратер имеет циркулярную чашеобразную форму. На севере и востоке от кратера расположен хребет, являющийся частью вала кратера Кабео. Высота вала над окружающей местностью достигает 450 м , объем кратера составляет приблизительно 70 км3. 

## Сателлитные кратеры
Отсутствуют.

## См.также
- Список кратеров на Луне
- Лунный кратер
- Морфологический каталог кратеров Луны
- Планетная номенклатура
- Селенография
- Минералогия Луны
- Геология Луны
- Поздняя тяжёлая бомбардировка